# Покровка (Кваркенский район)
Покровка — село в Кваркенском районе Оренбургской области России. Входит в состав Уральского сельсовета.

## География
Село находится в северо-восточной части Оренбургской области, в степной зоне, на восточном берегу Ириклинского водохранилища, на расстоянии примерно 60 километров (по прямой) к западу от села Кваркено, административного центра района. Абсолютная высота — 253 метра над уровнем моря.
Климат
Климат характеризуется как резко континентальный, засушливый, с умеренно морозной зимой и тёплым летом. Средняя дневная температура воздуха самого тёплого месяца (июля) — 22 — 24 °C (абсолютный максимум — 40 °C); самого холодного (января) — −16 — −12 °C (абсолютный минимум — −46 °C). Среднегодовое количество атмосферных осадков составляет около 350 мм. Снежный покров устанавливается в конце ноября и держится до начала апреля.
Часовой пояс
Село Покровка, как и вся Оренбургская область, находится в часовой зоне МСК+2. Смещение применяемого времени относительно UTC составляет +5:00.

## Население
| 2010 |
| ---- |
| 231  |

Гендерный состав
По данным Всероссийской переписи населения 2010 года в гендерной структуре населения мужчины составляли 46,3 %, женщины — соответственно 53,7 %.
Национальный состав
Согласно результатам переписи 2002 года, в национальной структуре населения русские составляли 52 % из 311 чел., казахи — 34 %.